# Santo popular

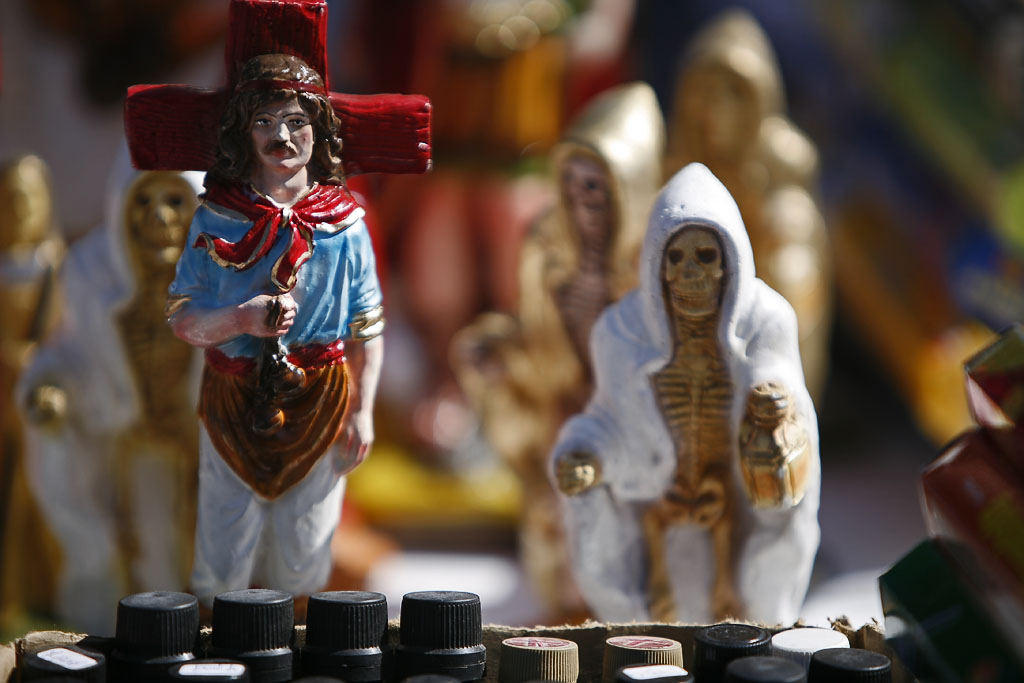
Gauchito Gil y San La Muerte, dos ejemplos de santos populares argentinos.

Los santos populares son personas muertas cuyos espíritus son venerados como santos, pero no reconocidos por la religión establecida. En general se trata de análogos a los santos católicos y ortodoxos aunque no han sido canonizados. Se consideran intercesores ante Dios, de manera similar a como lo entienden las religiones, las cuales, por lo general, rechazan su veneración y en ocasiones la condenan.
Los santos populares son parte de la cultura cristiana, especialmente católica y ortodoxa, pero están presentes en otras tradiciones religiosas como el judaísmo, el islam, el hinduismo y el budismo.
Entre estos seres aparecen personas de gran virtud, algunas de las cuales han sido canonizadas posteriormente, y también aquellas que han sufrido injusticias o han muerto de manera particularmente cruel. Muchos sanadores, videntes e incluso héroes populares son venerados también como santos, además de personificaciones del mundo espiritual veneradas por las culturas indígenas y precristianas.

## Santos populares en el cristianismo

### Orígenes

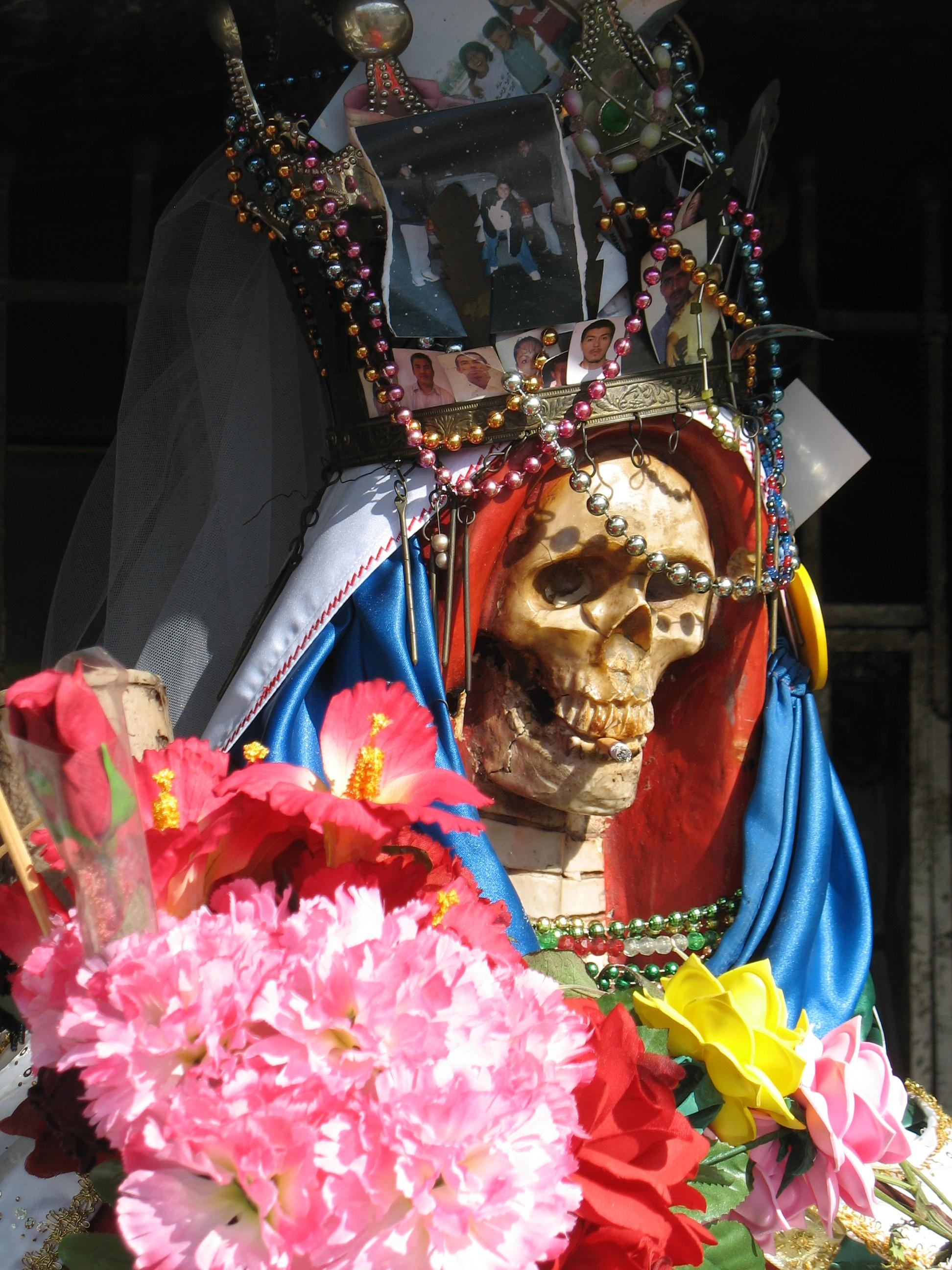
Imagen de la Santa Muerte en Nuevo Laredo, México.

En la tradición abrahámica, los patriarcas y profetas fueron honrados con santuarios erigidos por aclamación popular previa a cualquier designación oficial. Existen testimonios escritos y arqueológicos de esta veneración en el judaísmo desde por lo menos el siglo I. También hay indicios de veneración de ciertos personajes al margen de las autoridades del Templo o de las escuelas religiosas judías; sanadores como Honi o líderes sectarios como el Maestro de Justicia. En el cristianismo primitivo, la veneración de los apóstoles y los mártires también era espontánea, nacida de las iglesias locales, y anterior a la existencia de un proceso de canonización, el cual solamente se formalizará durante la Edad Media.
A medida que la Iglesia católica se extendió por los territorios del Imperio, y más tarde durante la evangelización de los pueblos "paganos", se incorporaron al culto fiestas, rituales y costumbres ajenas a la tradición eclesiástica, pero muy enraizados en la cultura local. Al mismo tiempo, también fueron adoptados antiguos héroes, espíritus y, según algunos, incluso deidades convertidos en santos con una historia ad hoc, relatos de milagros y un nombre que en ocasiones revelaba su origen. A medida que el poder de los obispos, y luego del papado, se hizo más fuerte, a la vez que se desarrollaron movimientos de reforma, estos santos populares fueron siendo dejados de lado, con mayor o menor éxito. A principios de la Edad Moderna, la orden de los bolandistas se especializó en el estudio de las biografías de los santos aplicando una metodología histórico-crítica, que llevó a considerar dudosos o inexistentes a ciertos santos canonizados de manera popular. Al mismo tiempo se consolidó el proceso, de inspiración jurídica, por el cual se aceptaba la pertenencia de alguien al "coro de los santos". En 1969, la Iglesia Católica, eliminó algunos santos de su lista oficial de santos, aunque aceptó para muchos de ellos lo que se denomina "devoción privada".
Existe, por lo tanto, una larga tradición de veneración de santos no oficiales, continuada por los santos populares más recientes. Los relatos de milagros, buenas obras o muerte expiatoria de la persona en cuestión se difunden de boca en boca y es probable que la popularidad aumente si se siguen reportando nuevos milagros después de la muerte. Al respecto, Frank Graziano, profesor de estudios hispánicos y especialista en religiosidad popular, ha escrito:
Cualquier devoción popular comienza a nublar la distinción entre orar por y orar a una persona recientemente fallecida. Si varios familiares y amigos rezan ante la tumba de alguien, quizás encendiendo velas y dejando ofrendas, sus acciones despiertan la curiosidad de los demás. Otros hacen lo mismo, el orar por y el orar a empiezan a mezclarse, porque las frecuentes visitas a la tumba sugieren que el alma del difunto puede ser milagrosa. Tan pronto como se anuncian los milagros, a menudo por miembros de la familia y amigos, los recién llegados llegan para enviar oraciones, ahora al alma milagrosa, con la esperanza de que se les concedan sus pedidos.
Este ascenso inicial a la fama sigue la misma trayectoria que la de los santos oficiales. En el caso, por ejemplo, de Santa Rosa de Lima, la primera santa americana canonizada, comenzó como "una veneración masiva que comenzó casi en el momento de la muerte de la mística". Multitudes estuvieron presentes en su funeral y algunas, como era costumbre, cortaron trozos de los vestidos de Rosa para guardarlos como reliquias; a partir de entonces se desenvolvió un movimiento religioso que veneraba a Rosa como santa, si bien no fue canonizada hasta medio siglo después; en ese período, Santa Rosa de Lima era una santa popular. Un ejemplo similar, pero en un contexto diferente, es el de Yevgeny Rodionov, un soldado ruso  asesinado por los rebeldes en Chechenia después de que, según los informes, se negara a quitarse una cruz que llevaba alrededor del cuello. Si bien no fue reconocido como mártir por la Iglesia ortodoxa rusa, a los pocos años de su muerte su imagen aparecía en hogares e iglesias, su ciudad natal recibía peregrinos y comenzaba a ser invocado en oraciones y solicitudes de intercesión. De este modo,  Rodionov se convirtió en un santo popular, en especial entre los soldados, y representó el nacionalismo ruso en la crisis postsoviética.

### Características
Los santos populares tienden a provenir de las mismas comunidades que sus seguidores; la creencia católica y ortodoxa de la comunión de los santos, establece que después de muertos continúan como miembros activos de sus comunidades, permaneciendo integrados en un sistema de reciprocidad que llega más allá de la tumba. Los devotos ofrecen oraciones a los santos populares y les presentan ofrendas, y los santos populares pagan los favores al dispensar pequeños milagros. Muchos santos populares habitan comunidades marginadas, cuyas necesidades son más mundanas que otras; por lo tanto, con frecuencia actúan de una manera más mundana, más pragmática y menos dogmática que sus contrapartes oficiales. La devoción a los santos populares, entonces, con frecuencia adquiere un carácter claramente local, como resultado de la mezcla sincrética de tradiciones y necesidades particulares de la comunidad.
Algunos autores han estudiado entre las acciones atribuidas a los santos populares latinoamericanos y africanos, en contraste con los santos venerados en el Catolicismo europeo occidental. Estos estudios señalan que mientras que en este, las características de una sociedad estable y basada en la ciencia, junto con la fuerte presencia eclesiástica, hacen de los santos populares europeos meros mensajeros de Dios, mientras que los santos latinoamericanos, por otro lado, se manifiestan como alejados de la iglesia como institución y actúan directamente en la vida de sus devotos.
En la tradición precolombina, así como en la de otras culturas, la representación de la deidad significa en cierto modo su encarnación en las personas u objetos que lo simbolizan, una perspectiva que no es ajena a la tradición bíblica, por lo tanto y como herederos de esta concepción, los santos populares son más que intercesores, se trata de seres sobrenaturales venerados por sí mismos; al mismo tiempo, sus imágenes son tratadas como personas reales, observando la etiqueta apropiada y ofreciéndoles ofrendas en forma de flores, velas, incienso, bebidas o incluso cigarros.

### Devoción

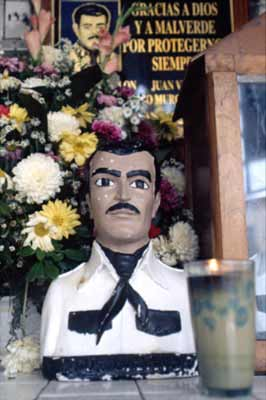
Jesús Malverde, el "santo de los Narcos" venerado en varias regiones de México.

Un devoto puede visitar el santuario de un santo popular por varias razones, incluidas las solicitudes generales de buena salud y buena suerte, el levantamiento de una maldición o la protección en el camino, pero la mayoría de los santos populares tienen especialidades por las cuales se busca su ayuda. Difunta Correa, por ejemplo, se especializa en ayudar a sus seguidores a adquirir nuevos hogares y negocios. Juan Bautista Morillo ayuda a los apostadores en Venezuela, y Juan Soldado vigila los cruces fronterizos entre México y Estados Unidos. Esta práctica no es tan diferente de la de los santos canonizados (San Benito de Nursia, por ejemplo, es el santo patrón de los trabajadores agrícolas), pero sería difícil encontrar un santo canonizado para cuidar a los narcotraficantes, como lo hace Jesús Malverde. De hecho, varios santos populares atraen a los devotos precisamente porque responden a las solicitudes que es poco probable que respondan los santos oficiales.
Una ofrenda a un santo popular podría incluir cirios y exvotos (homenajes de agradecimiento) que se dejan en los santuarios a los santos canonizados, pero con frecuencia también incluyen otros elementos que reflejan algo de la vida o personalidad anterior del espíritu. Así, Difunta Correa, que murió de sed, recibe botellas de agua; a Maximón y al espíritu de Pancho Villa se les ofrecen cigarrillos y alcohol; ositos de peluche y juguetes se dejan en la tumba de un niño llamado Carlitos en un cementerio en Hermosillo, México. Del mismo modo, las oraciones a los santos populares a menudo se combinan o incorporan aspectos del Rosario, pero (como con muchos santos canonizados) se han compuesto peticiones especiales para muchos de ellos, cada oración evoca las características particulares del santo que se está abordando. Otras idiosincrasias locales o regionales también se infiltran. En partes de México y América Central, por ejemplo, la resina aromática copal se quema para los espíritus más sincréticos como Maximón, una práctica que tiene sus raíces en las ofrendas hechas a las deidades indígenas.
Mientras los pedidos sean respondidos, o los rumores los difundan, los santos populares siguen siendo venerados. Sin embargo, mientras que los santos oficiales permanecen vigentes independientemente de su popularidad, estos santos no oficiales pierden a sus devotos al no responder a las peticiones y pueden desvanecerse por completo de la memoria.

### Relación con la Iglesia Católica
En las sociedades más secularizadas, que a la vez corresponden a aquellas donde la Iglesia Católica está más institucionalizada, esta tiene mayor control sobre la vida devocional; por lo tanto en Europa, las devociones populares alentadas por la Iglesia se institucionalizan rápidamente, mientras que las que se desaniman generalmente desaparecen o continúan sólo a niveles reducidos. Por razones similares, los santos populares son venerados con mayor frecuencia en las comunidades pobres y marginadas que en las acomodadas. Muy raramente se encuentran santos populares en los santuarios de los santos canónicos, aunque en ocasiones se les hace lugar en algunas comunidades donde su culto está muy difundido y, según las autoridades eclesiásticas, no contradicen la doctrina católica. Por el contrario no es raro que el santuario de un santo popular esté decorado con imágenes de otros santos sean populares o canonizados oficialmente, así como también imágenes de advocaciones marianas y advocaciones de Cristo. Los santuarios hogareños también incluyen frecuentemente santos oficiales y no oficiales. Esta práctica indica que la devoción a los santos populares no implica un abandono del Catolicismo, es una expansión del mismo, pues mientras que la iglesia distingue entre ortodoxo y heterodoxo, "la devoción popular los mezcla de forma natural y sin reservas".
A partir de los años 1960, en América Latina, pero también en África, las devociones populares fueron aceptadas y en ocasiones revindicadas por teólogos católicos, en especial en el marco de la Teología de la Liberación. El Concilio Vaticano II, por su parte, abrió una perspectiva más amplia al respecto, al reconocer que estas formas de devoción contenían elementos legítimos y aceptables en el marco de la Iglesia.

## Santos populares en otras religiones

### Islam
En el islam, un santo (wali en árabe: وَلِيّ‎, walīy; plural أَوْلِيَاء, ʾawliyāʾ) es alguien que ha recibido un favor especial de Dios, manifestados en dones excepcionales, como la capacidad de hacer milagros. Las sepulturas de estos personajes se convirtieron en centros de peregrinación, ya que en este acto se recibía la barakah (bendición) del santo. En muchos casos, los santuarios de santos cristianos o las tumbas de patriarcas y profetas bíblicos fueron también santuarios islámicos.

## Santos populares por país

### Argentina

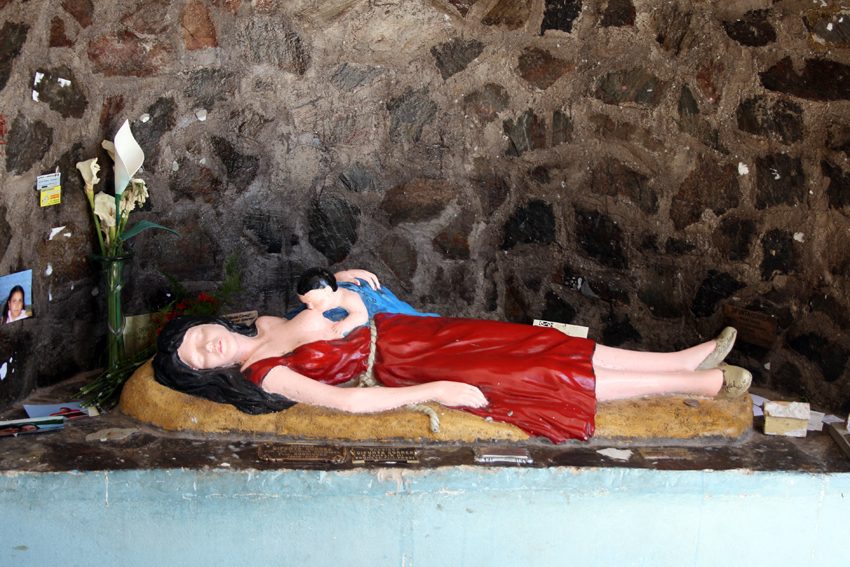
Difunta Correa

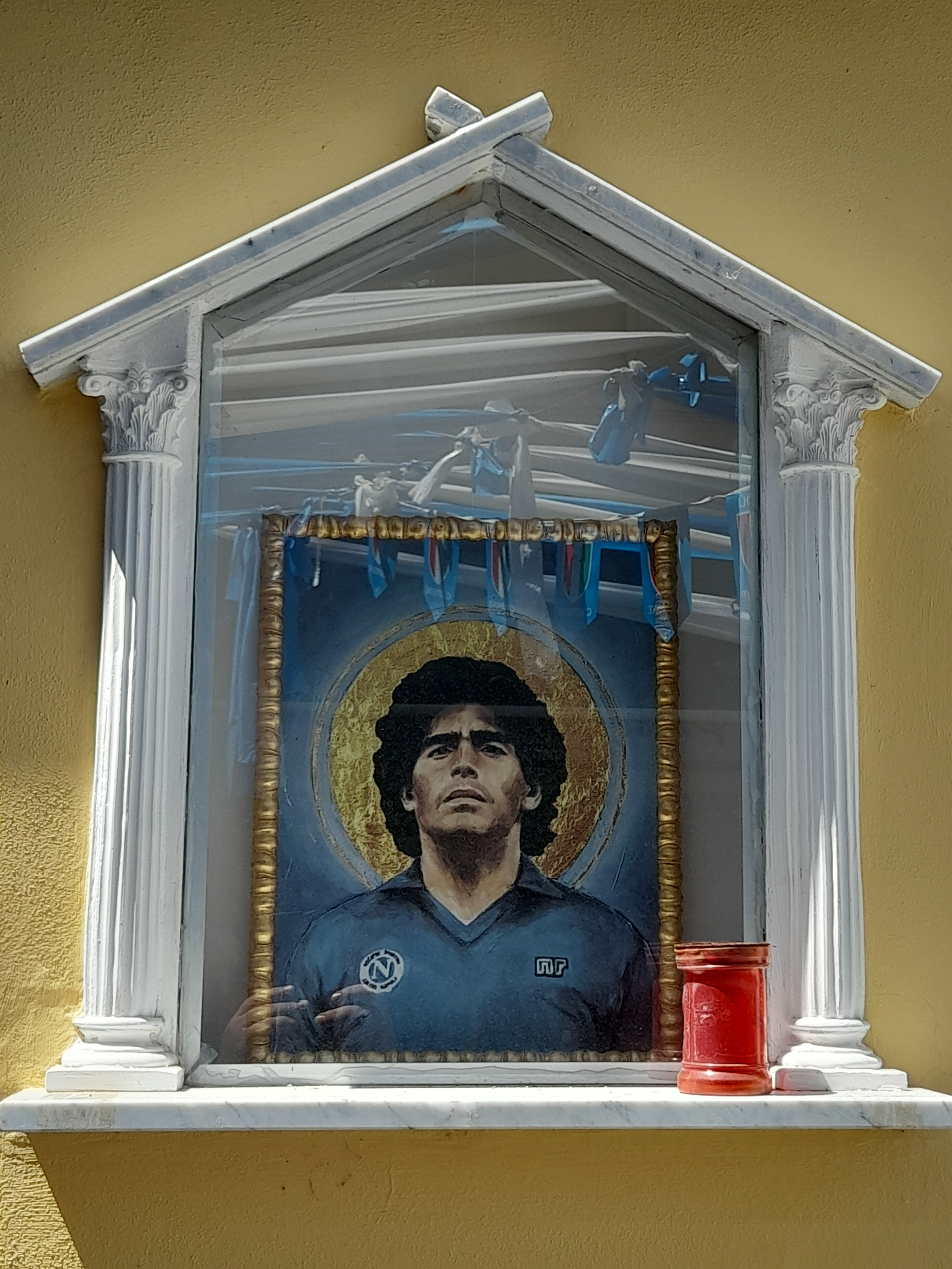
Icono de Diego Maradona

- Difunta Correa
- La Telesita
- La Madre María
- Pancho Sierra
- Gaucho Cubillos
- Gauchito Gil
- El Maruchito
- Evita
- El Quemadito[15][16]
- Andrés Bazán Frías
- Miguel Ángel Gaitán[17]
- Pedrito Hallao[18]
- Pedrito Sanhueso[19]
- San La Muerte
- Gilda[20][21]
- Santos Guayama
- Diego Maradona
- Batato Barea
- Osvaldo Pugliese[22]
- Rafael Mansilla
- El embolsadito
- Rodrigo
- El Degolladito [23]
- San Baltasar
- Gaucho José Dolores[24]
- La Brasilera

### Austria
- Andreas Oxner

### Bolivia

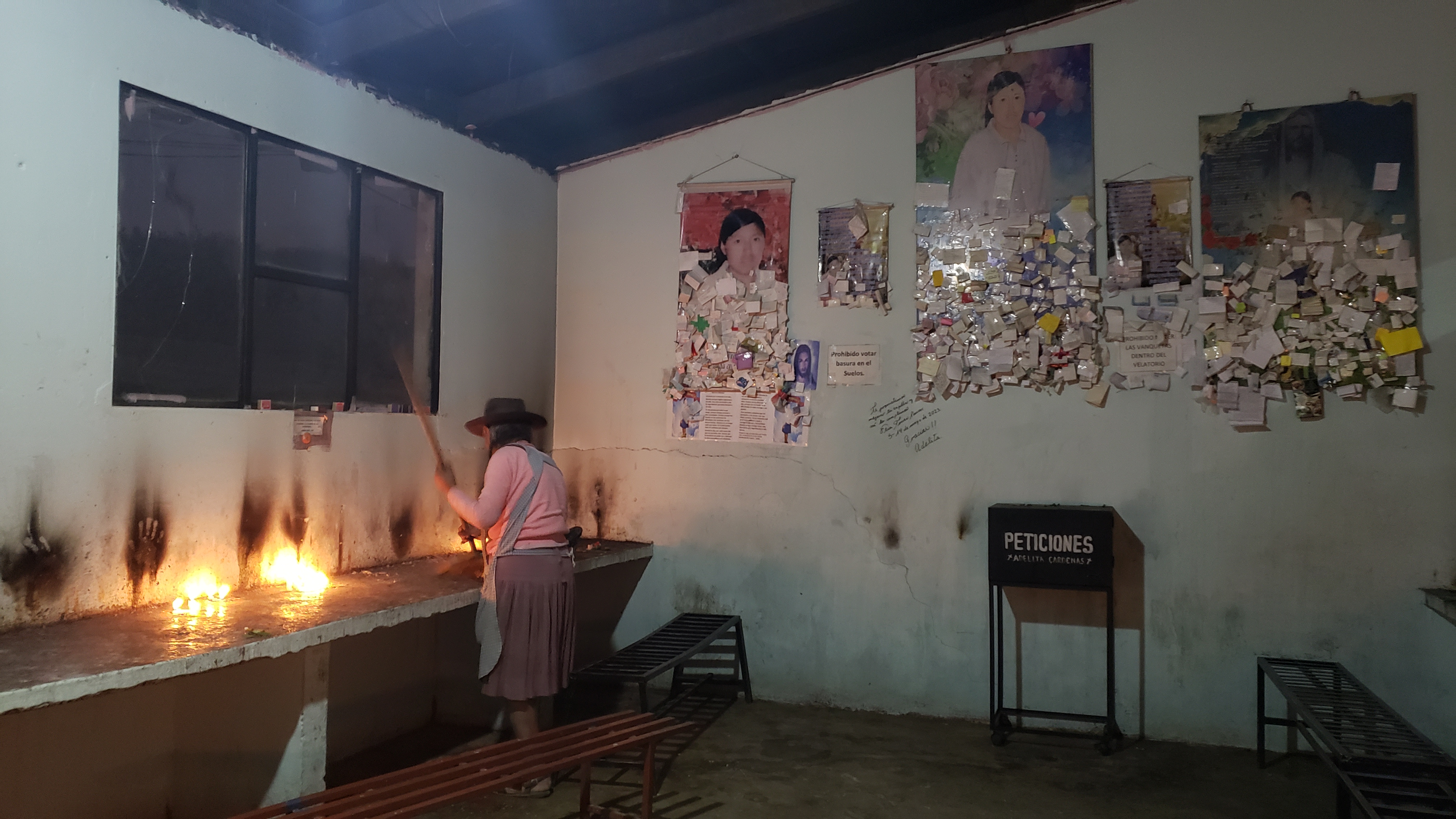
Santuario de Mamita Adela.

- Che Guevara (como san Ernesto de la Higuera)[25]
- El Tío
- Inocencia Flores
- Gunnar Mamani
- Mamita Adela
- Shirley Quispe
- Christian Urresti
- El Minerito[26]

### Brasil
- Padre Cícero.
- Antônio Conselheiro.
- Menina Izildinha.
- Maria Bueno.
- Pomba Gira.

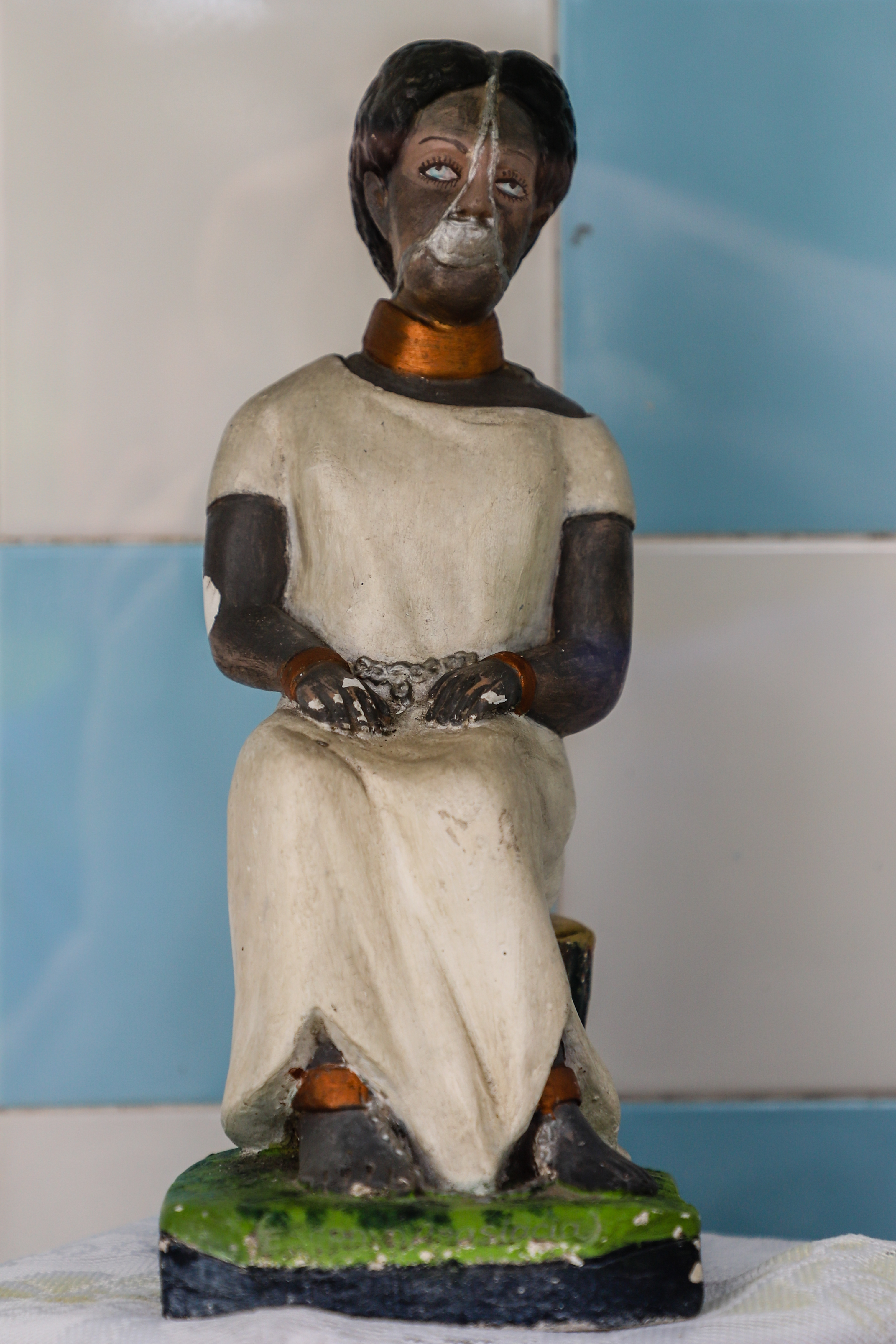
Esclava Anastacia.

- Los orishas de la Umbanda y del Candomble.
- Chico Xavier.
- Corina Portugal.
- Sepé Tiarayú.
- Esclava Anastacia.
- Ayrton Senna.

### Bulgaria
- Dobri Dobrev
- Baba Vanga

### Chile
- Culto de las Animitas
- Felipe Camiroaga
- Negro Matapacos

### Costa Rica
- Ricardo Moreno Cañas
- Niña Marisa
- Fray Casiano de Madrid

### Colombia
- Omayra Sánchez
- Pablo Escobar
- Julio Garavito
- Leo Kopp
- José Raquel Mercado
- Gustavo Rojas Pinilla
- Luis Carlos Galán
- Carlos Pizarro
- María Salomé
- Elvira Bodmer, Victoria Bodmer, y María Benita Bodmer (las niñas Bodmer o las hermanitas Bodmer o las hermanas Bodmer)

### Cuba
- Todos los orishas de la santería.
- Amelia Goyri de la Hoz (La Milagrosa)

### Ecuador
- Sharon la Hechicera
- Padre Julio Matovelle

### El Salvador
- Hermano Crisanto López.
- Hermano Balbino Mata.
- Hermano Agapito.
- Hermano Telesforo Sagastizado.
- Hermano Macario Canizales

- Hermana Trinidad Huezo.
- Hermano José María Miranda.
- Hermano Julio Cañas.
- Hermano Ernesto Interiano.
- Hermano Raúl Lonchin.
- Hermano Trema Adonai.
- Hermano Juan Armando Abrego.
- Hermano Virgilio Manzanares.
- Hermana Cristina Kleiford.
- Hermana Eloisa Carbajal.
- Hermano Emeterio Ruano.
- Hermana Juana Torres.
- Hermana Margarita Catalán.

### España
- Amaro.

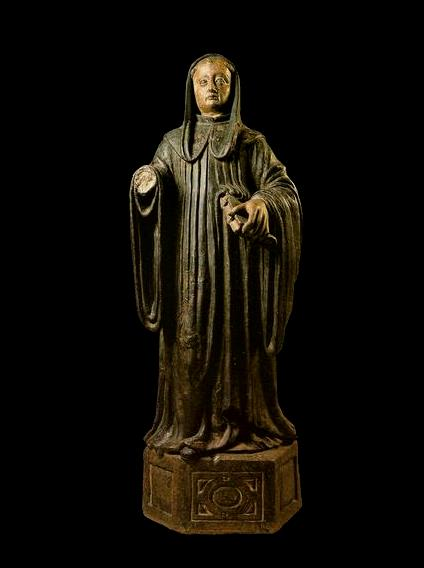
Imagen de San Amaro.

- Francesc Canals i Ambrós, el Santet.
- Dominguito de Val

### Estados Unidos
- Charlene Richard.[27]
- Don Pedro Jaramillo.[28]
- J.M. Villars.[29]
- Marie Laveau.
- Marsha P. Johnson[30][31]
- Mychal F. Judge
- El tiradito[32]

### Filipinas
- Miguel de Ayatumo.
- María Basañes.
- María Virginia Leonzón de la Iglesia católica apostólica filipina.
- Filomena Almarínez.
- José Rizal.
- Rufino Sarmiento Magliba.
- Cecilia Villena Magliba.
- Luisa Abano[33]

### Francia

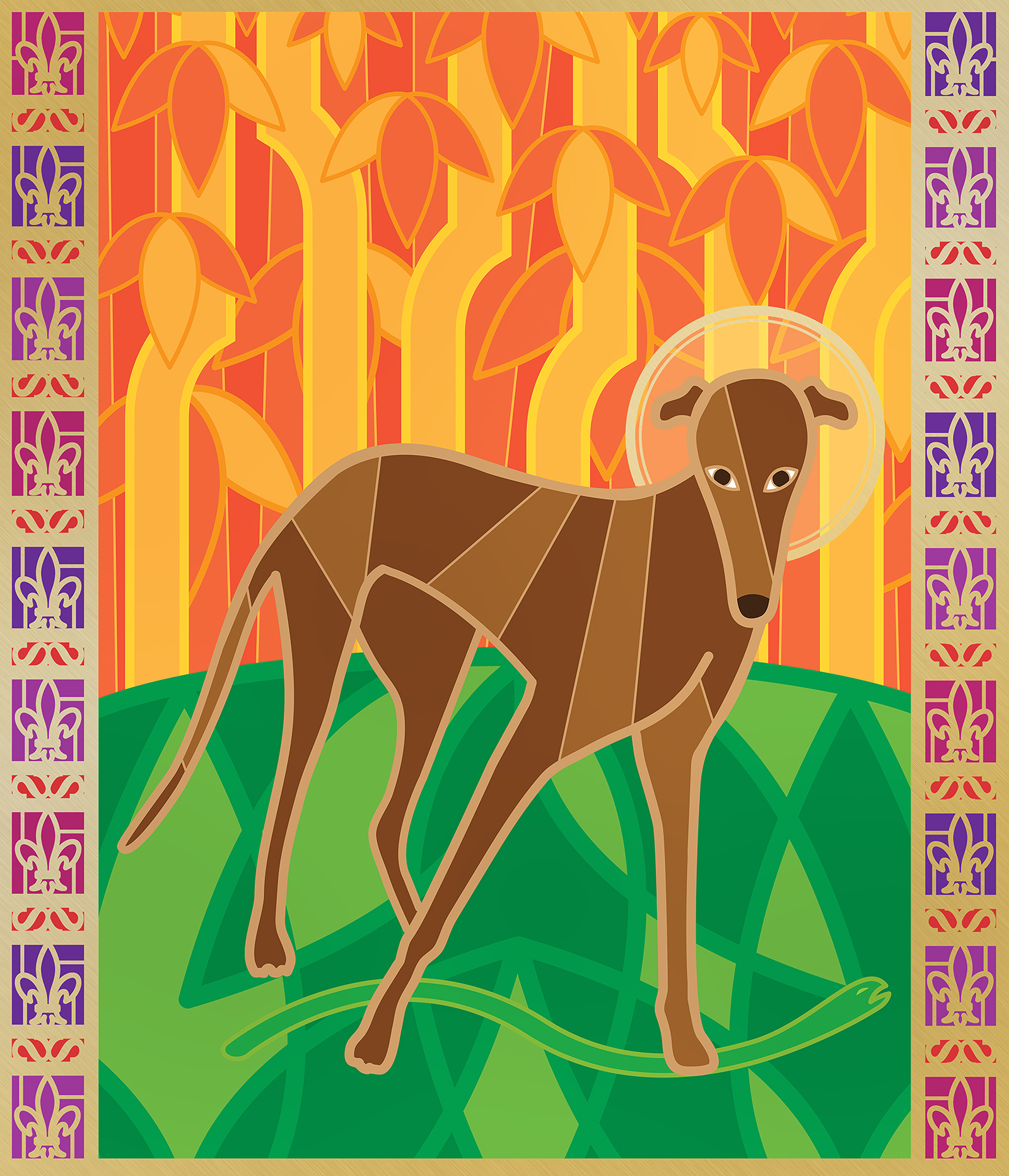
Icono de San Guinefort.

- San Guinefort.
- Héléna Soutadé.
- Sara de Marsella.
- San Germán (teosofía).

### Guatemala
- Maximón.
- San Pascualito.

### Haití
- Todos los loas del vudú.

### Japón
- Amakusa Shirō.
- Taira no Masakado.

### México
- Jesús Malverde.
- Teresa Urrea.
- Pancho Villa.
- Juan Soldado.
- Niño Fidencio.
- Santa Muerte.
- Nazario Moreno González.
- María Sabina.
- Angelito negro.
- Sor Juana Inés de la Cruz.
- Ánima de Juan Minero.
- Tomasito Herrera.
- Niña Aurorita.
- Enrique Verdi.[34]

### Paraguay
- Ángel Luis Antonio.
- Karaí-Guazú (José Gaspar Rodríguez de Francia y José Gervasio Artigas)

### Perú

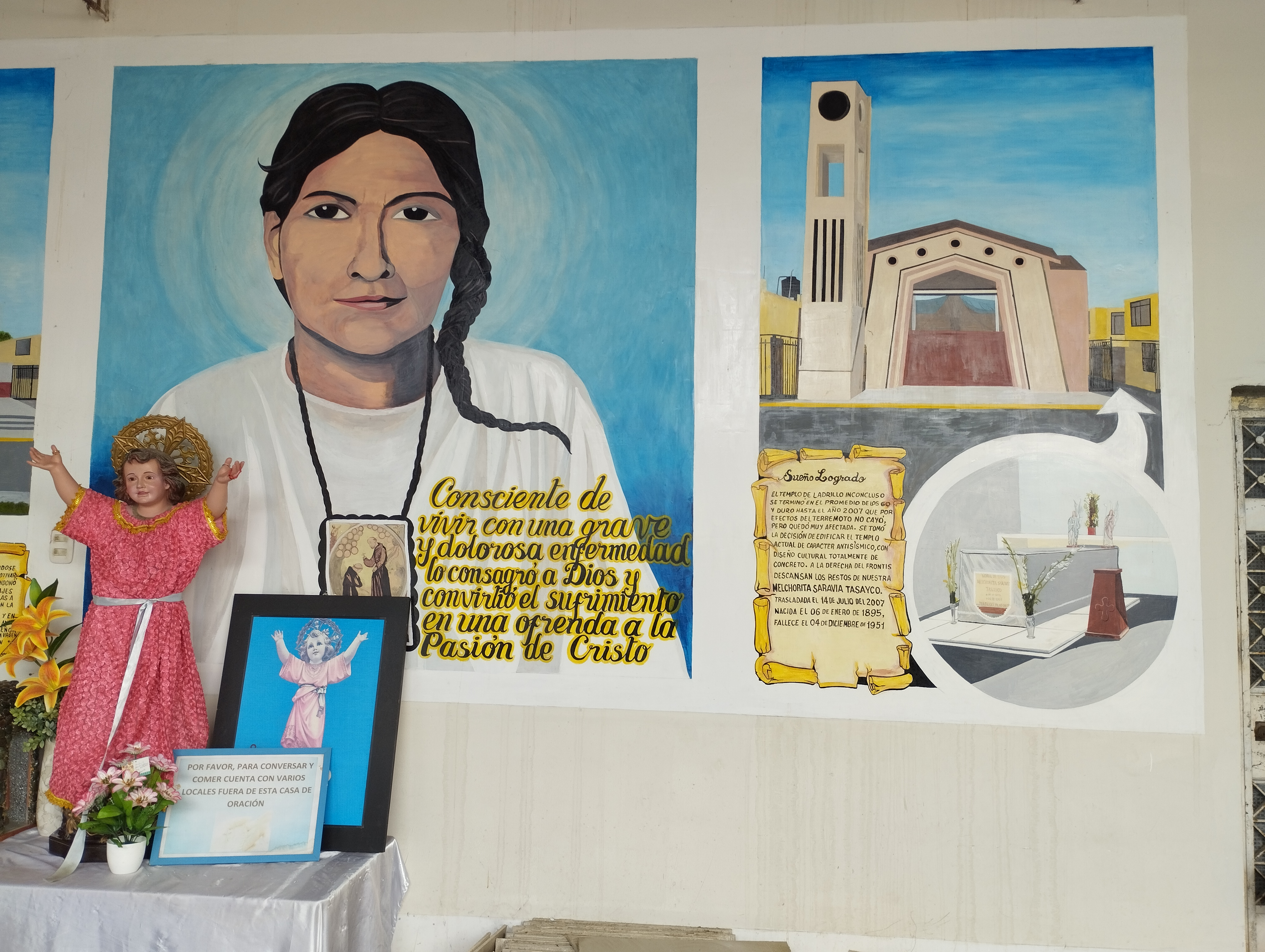
Icono de La Melchorita.

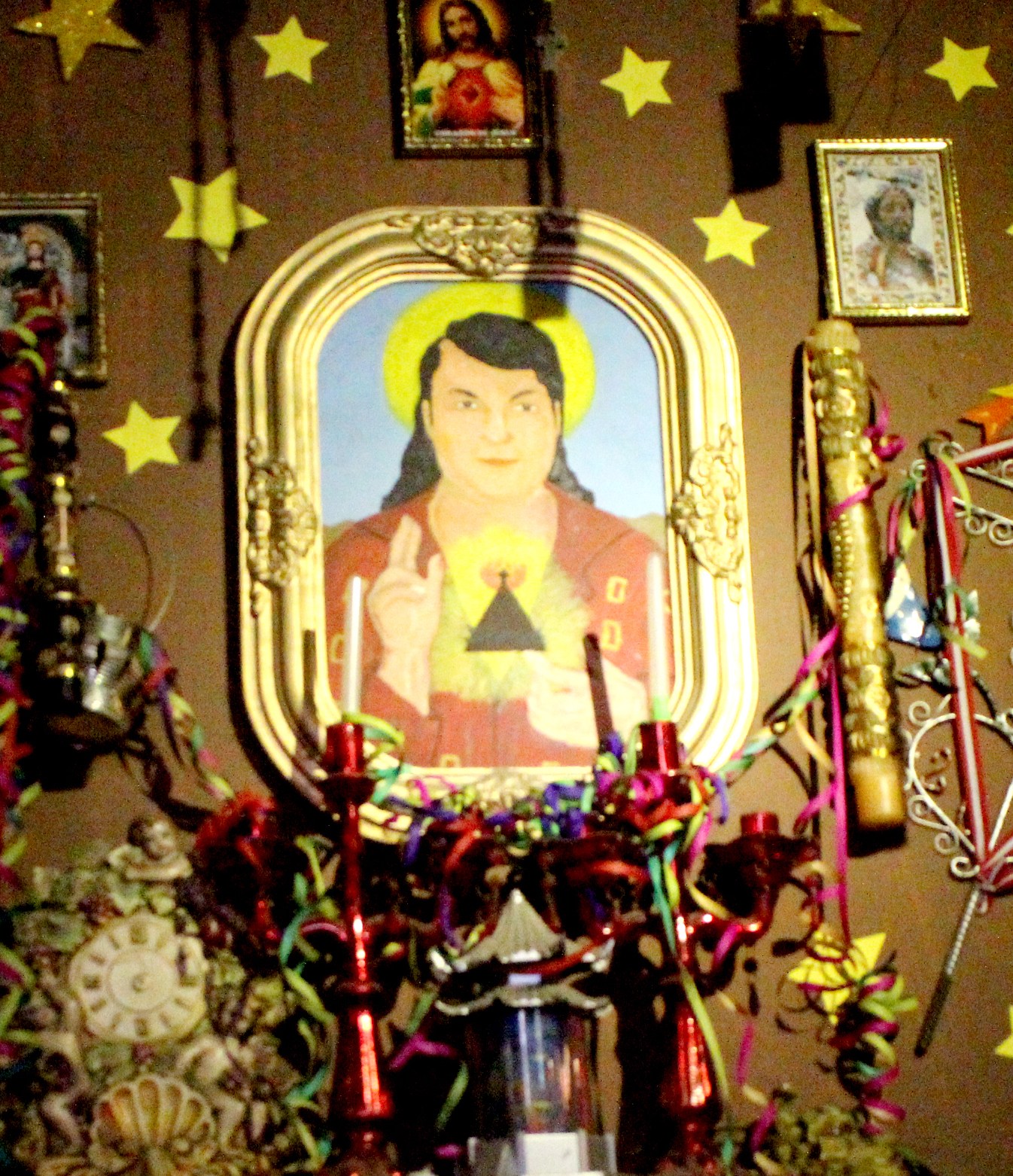
Icono de Chacalón.

- Sarita Colonia.
- La Melchorita.
- Niño Compadrito.
- Muñequita Sally.
- Chacalón.
- Luis Banchero Rossi.
- Tatán.
- Sarah Ellen.
- Niño Ricardito.
- Niño Chicho.
- Rosita de Pachacútec.
- Casimira la Quemadita.
- Sor María de la Cruz y la Luz.
- Lucas.
- Beatita de Humay.
- Prudencio Chacaliaza.
- Udilberto Vásquez Medina.
- Víctor Apaza.
- Sebastiana Ureta de Berrío.
- El Degolladito.
- La Chavela.

### Portugal
- José Tomás de Sousa Martins.
- María Adelaide.

### Reino Unido
- Diana de Gales.[35]
- Juliana de Norwich.

### Rumania
- Corneliu Zelea Codreanu
- Valeriu Gafencu
- Arsenie Boca

### Rusia
- Yevgueni Rodiónov
- Grigori Rasputín
- Iván IV de Rusia
- Nikolay Guryanov

### Serbia

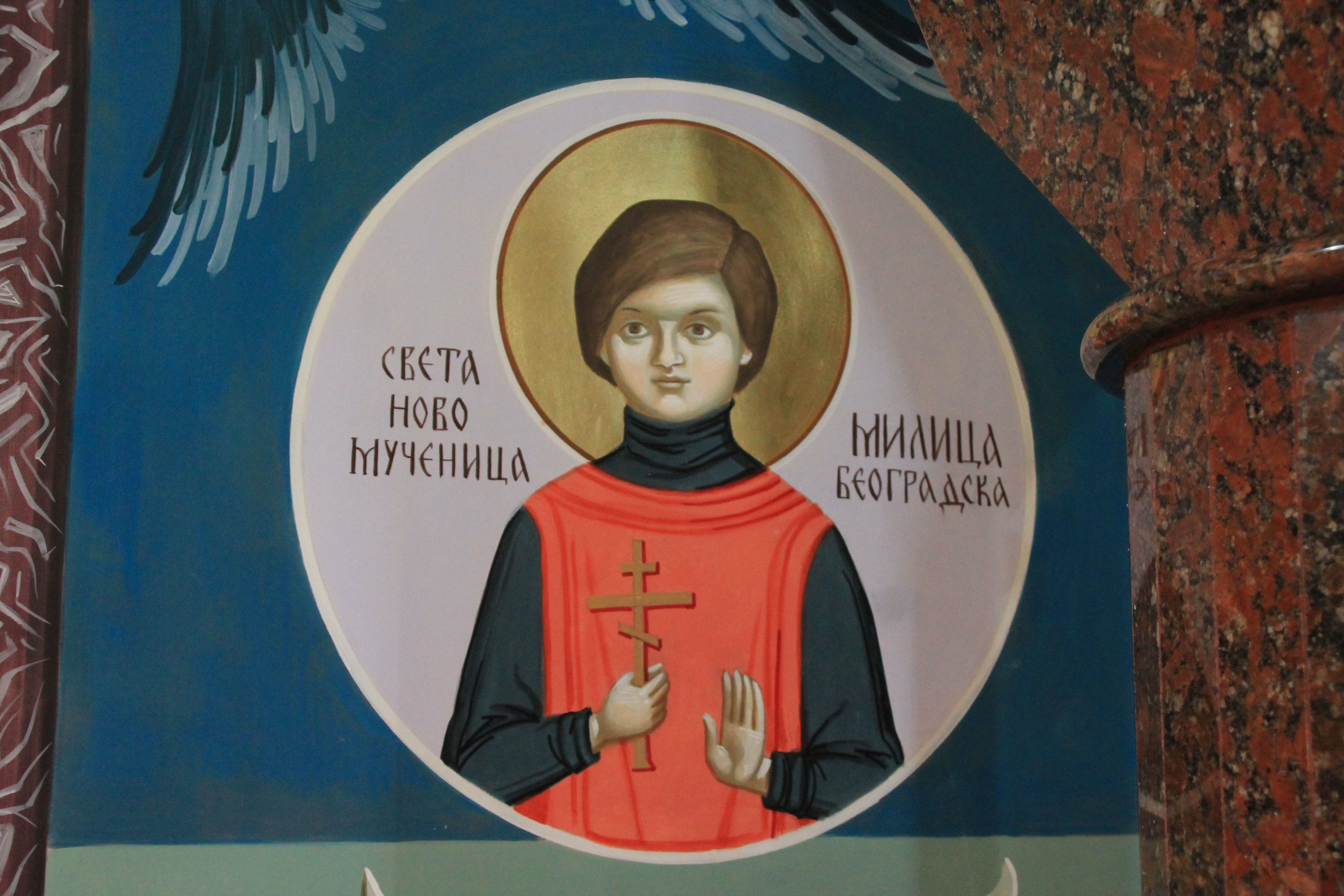
Icono de Milica Rakić.

- Milica Rakić
- Tomislav Štrbulović

### Suiza
- Guillermo Tell
- Gilberte Montavon

### Venezuela
- María Lionza.
- El Negro Felipe
- Guaicaipuro.
- Domingo Antonio Sánchez.
- Santos Malandros de Venezuela.
- Hugo Chávez.
- Simón Bolivar.
- Ánima de Taguapire
- Ánima de Guasare

### Vietnam
- Phanxicô Xaviê Trương Bửu Diệp.

## Otros santos populares de diversas regiones
- Ánima Sola.
- Ekeko.
- Mami Wata.
- Simón de Trento.
- Librada.
- Sathya Sai Baba.